# Sinonatrix aequifasciata
Espèce
Synonymes
- Natrix aequifasciata Barbour, 1908

Statut de conservation UICN

 LC  : Préoccupation mineure
Sinonatrix aequifasciata est une espèce de serpents de la famille des Natricidae.

## Répartition
Cette espèce se rencontre :
- dans le nord du Viêt Nam ;
- au Laos ;
- en République populaire de Chine dans les provinces du Fujian, du Jiangxi, du Zhejiang, du Guangxi, du Guangdong, du Hainan, du Guizhou, du Hunan, du Sichuan, du Chongqing et à Hong Kong.

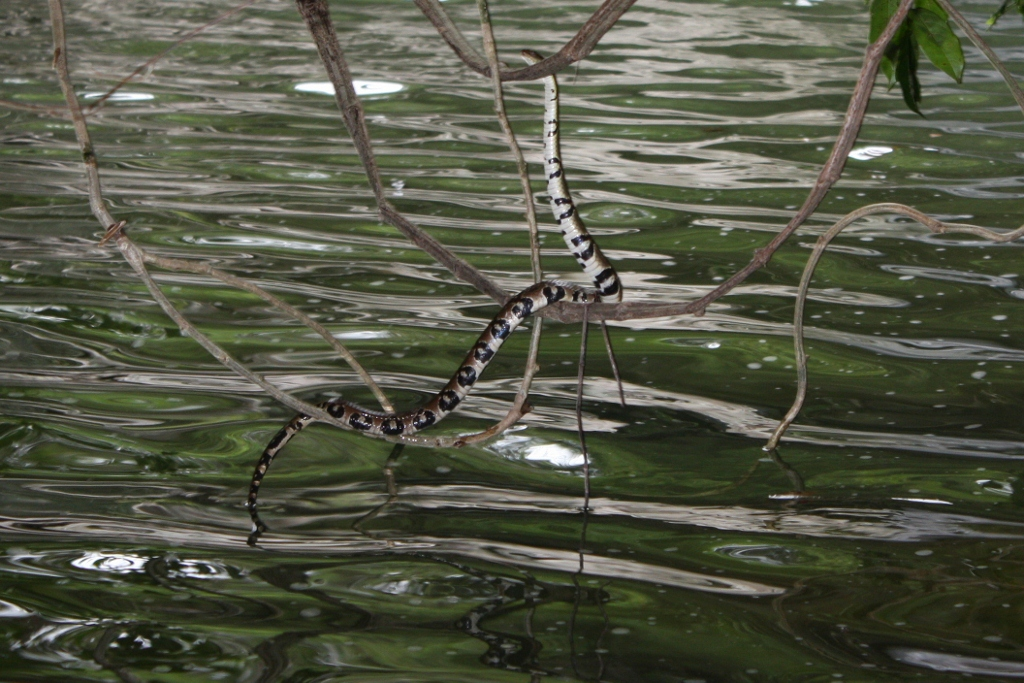

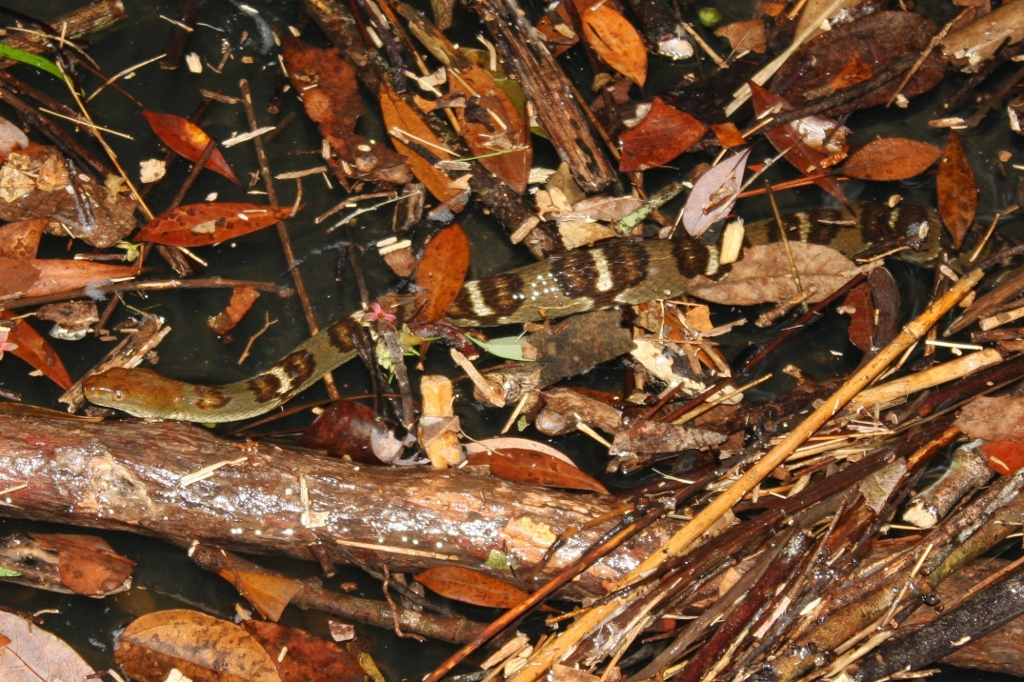

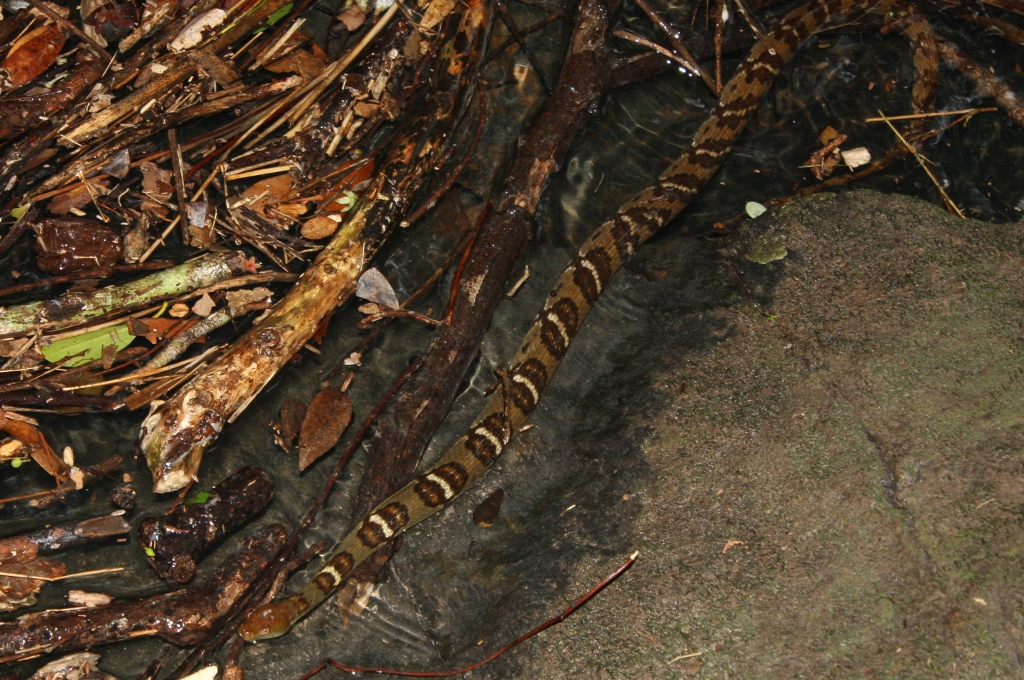

## Publication originale
- Barbour, 1908 : Some New Reptiles and Amphibians. Bulletin of the Museum of Comparative Zoology at Harvard College, vol. 51, p. 315-325 (texte intégral).